# دراغون فلاي بي إس دي
دراغون‌فلاي‌ بي‌إس‌دي (بالإنجليزية: DragonFly BSD)‏ هو نظام تشغيل حر ومفتوح المصدر شبيه يونكس متفرع من الإصدار 4.8 لنظام التشغيل فري‌بي‌إس‌‌دي عام 2003.

## روابط خارجية
- الموقع الرسمي